# یژی فدوروویچ
یژی فدوروویچ (لهستانی: Jerzy Feliks Fedorowicz؛ زادهٔ ۲۹ اکتبر ۱۹۴۷) بازیگر، کارگردان نمایش، شاعر و سیاستمدار اهل لهستان است.
از فیلم‌ها یا برنامه‌های تلویزیونی که وی در آن نقش داشته‌است، می‌توان به یوویتا، دستورالعمل زندگی، قهرمان سال، عملیات هیملر، سیل، با گذشتِ روزها، از پسِ سال‌ها…، چهار شب با آنا، تیم، بازیگران شهرستانی و ده فرمان ۲ اشاره کرد.